# Gouise
Gouise é uma comuna francesa na região administrativa de Auvérnia-Ródano-Alpes, no departamento Allier. Estende-se por uma área de 22 km². Em 2010 a comuna tinha 221 habitantes (densidade: 10 hab./km²).